# Mil Mi-3
Der Mil Mi-3 (russisch Миль Ми-3) ist ein projektierter zweimotoriger sowjetischer Mehrzweckhubschrauber. 

## Geschichte
Der Mil Mi-3 war ein sowjetischer leichter Mehrzweckhubschrauber, der ursprünglich in den 1960er Jahren als schwerere und größere Version des Mil Mi-2-Hubschraubers entwickelt wurde. Es kam jedoch nie zum Bau eines funktionstüchtigen Helikopters. Lediglich ein Mock-up in Originalgrösse der Mil Mi-3 wurde hergestellt. Die Mi-3 war wie die Mil-2 ein mit zwei Turbinen ausgerüsteter Helikopter und sollte die mit einem Kolbenmotor angetriebene Mil Mi-4 ersetzen. Jedoch war absehbar, dass die Triebwerksleistung für die Anforderungen ungenügend ist und das Projekt wurde beendet.

## Technische Beschreibung
Der Rumpf der Mi-3 ist in Ganzmetall-Halbschalenbauweise mit einer Beplankung aus Duraluminium gefertigt. Der gesamte Rumpf ist erheblich vergrößert im Gegensatz zur Mi-2. Der Tank befindet sich in der Kabinenmitte und in seitlichen Ausbuchtungen, die ein Flügelprofil haben. Dadurch war es möglich, im Heck eine Flügeltür mit zwei Fenstern zu integrieren. Der Heckrotorträger verfügt über seitlich angebrachte Stabilisierungsflossen sowie einen Notsporn zur Vermeidung von Bodenberührungen des Heckauslegers. Das Fahrwerk ist im Gegensatz zur Mi-2 Einklappbar.